# Amonio monooxigenasa
Amonio monooxigenasa (EC 1.14.99.39 1.14.99.39, AMO) es una enzima, la cual cataliza la reacción química siguiente
Amoníaco  + AH2 + O2 {\displaystyle \rightleftharpoons }  NH2OH + A + H2O
Amonio monooxigenasa contiene cobre y posiblemente hierro no hemo.